# دارسي مور
دارسي مور (بالإنجليزية: Darcy Moore)‏ هو لاعب كرة قدم أسترالية أسترالي، ولد في 25 يناير 1996.

## وصلات خارجية
- دارسي مور على موقع AustralianFootball.com (الإنجليزية)
- دارسي مور على موقع AFLtables.com (الإنجليزية)